# Acidente do Piper PA-46 prefixo PS-MTG em 2024
O acidente do Piper PA-46 prefixo PS-MTG em 2024 ocorreu no dia 28 de janeiro de 2024, quando um avião, modelo Piper PA-46 caiu na zona rural de Itapeva, região sul de Minas Gerais. A aeronave decolou de Campinas, tendo como destino Belo Horizonte, com a queda ocorrendo às 10h36min. Todos a bordo pessoas morreram, totalizando sete mortes. De acordo com relatos de moradores, o avião se partiu enquanto sobrevoava a região e suas partes foram caindo aos poucos ao solo. As vítimas foram dois empresários mineiros e seus familiares, bem como piloto e copiloto.

## Aeronave
A aeronave era um Piper PA-46-350P Jetprop DLX, fabricada em 1996 e era registrada como aeronave de uso privado, sendo utilizada por uma empresa de crédito financeiro baseada em Belo Horizonte, sem autorização para táxi aéreo. Segundo a ANAC, a aeronave estava com o certificado de aeronavegabilidade regular. 

## Acidente
A aeronave decolou do Aeroporto de Amarais, em Campinas, as 10h09min, com o acidente ocorrendo as 10h36min, na cidade de Itapeva, no sul de Minas Gerais. Segundo as primeiras informações de autoridades locais, a aeronave se desintegrou pouco antes de sua queda. Os destroços foram encontrados em uma área de 1 km, segundo informações dos bombeiros locais.

## Vitimas
Na aeronave, se encontravam 7 pessoas (5 passageiros e 2 tripulantes). Entre eles estavam os empresários mineiros Marcílio Franco da Silveira e André Rodrigues do Amaral, fundadores da Credifranco, suas esposas (Raquel Souza Neves Siqueira e Fernanda Luísa Costa Amaral, respectivamente), o filho de Marcílio (Antônio Neves Silveira), além dos tripulantes (Geberson Henrique Tadeu Chagas Pereira e Gabriel de Almeida Quintão Araújo, piloto e co-piloto, respectivamente).

## Investigação
Segundo nota do Centro de Investigação e Prevenção de Acidentes Aeronáuticos (CENIPA), equipes do Terceiro Serviço Regional de Investigação e Prevenção de Acidentes Aeronáuticos (SERIPA III) foram deslocadas do Rio de Janeiro para dar início as investigações.